# Gasba
La gasba, ou qaçabah (القصبة en arabe) appelée aussi ajewwaq (ⴰⵊⵡⵡⴰⵇ en amazighe) tamja, tamja ughanim ou tighanimt en berbère, est un instrument de musique à vent traditionnel du Maghreb. 
La gasba est une flûte de roseau oblique à embouchure libre utilisée principalement dans la musique traditionnelle algérienne (chaouie, raï traditionnels, allaoui, bedoui oranais, aiyai ou encore staifi) et la musique rifaine (aarfa,reggada) . 
La gasba est présente dans plusieurs régions d'Algérie (Est, Zibans, Oranie et dans les Hauts plateaux), au Maroc dans la région du Rif oriental ainsi que dans la majorité du reste de l'Oriental, mais aussi dans la Tunisie limitrophe des Aurès.

## Étymologie
La gasba fait partie des flûtes de roseau connues depuis la plus haute Antiquité et connues en persan sous le nom de nāy et dont elle est une version folklorique maghrébine, gasba signifiant « canne » en arabe bédouin. 

## Facture et jeu

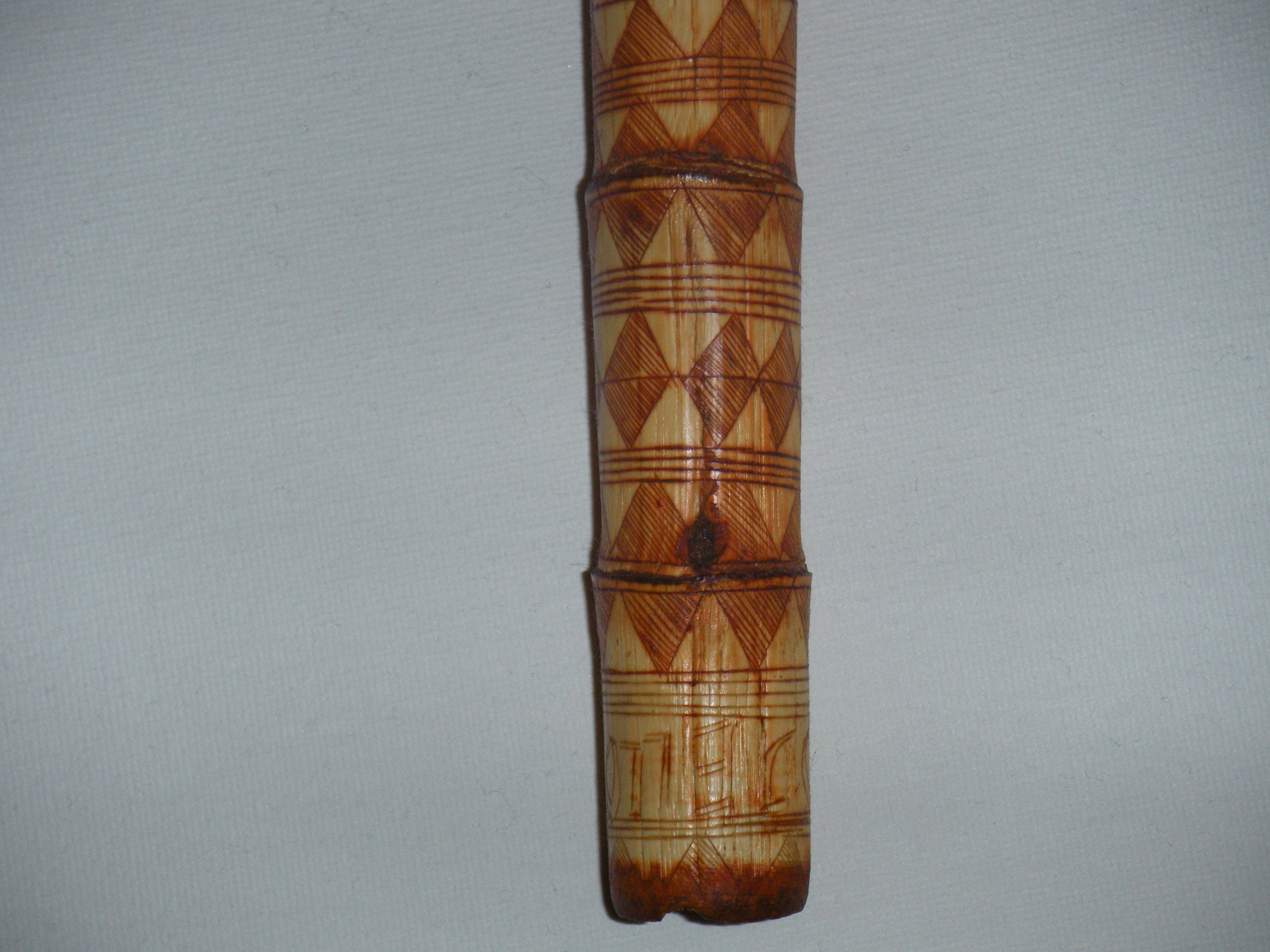
Taqsebt avec vue sur la signature

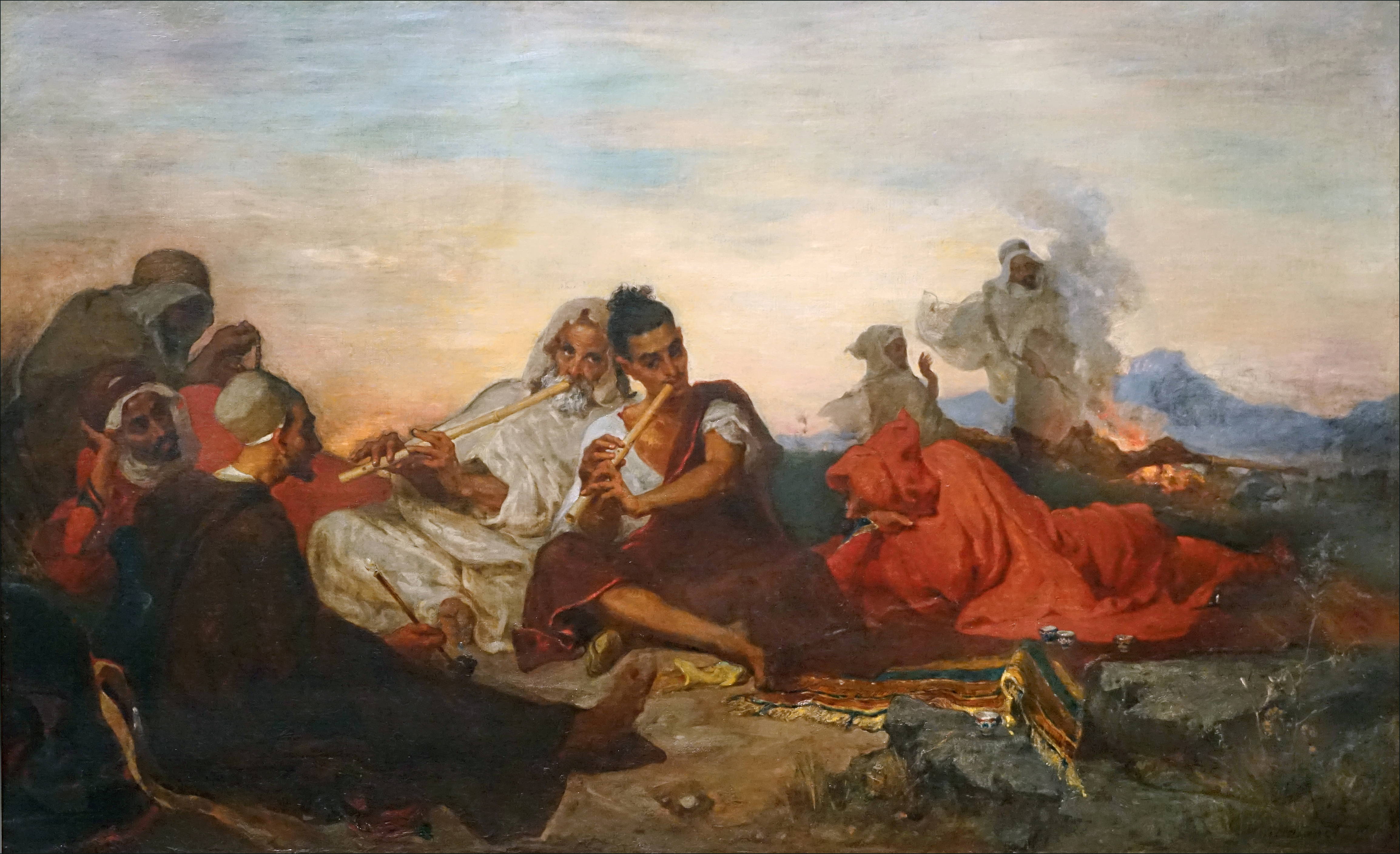
Les joueurs de flûte dans la Sahara algérien de G. Guillaumet.

La gasba est une flûte oblique et à ce titre, elle se joue en posant la flûte sur le côté de la bouche. La maîtrise de l'instrument demande des années de pratique. La gasba produit un son rauque, à la limite de la vibration. L'artisan utilise une tige de roseau solide et souple. Les Aurès ainsi que le Rif sont réputées pour la qualité de leurs roseaux[réf. nécessaire].
La gasba se caractérise par ses trous de jeu au nombre de neuf correspondant généralement au nombre des anneaux qui la composent. Mais selon la maîtrise du facteur, le nombre de trous de jeu peut être moindre, et les flûtes à sept trous sont populaires. 

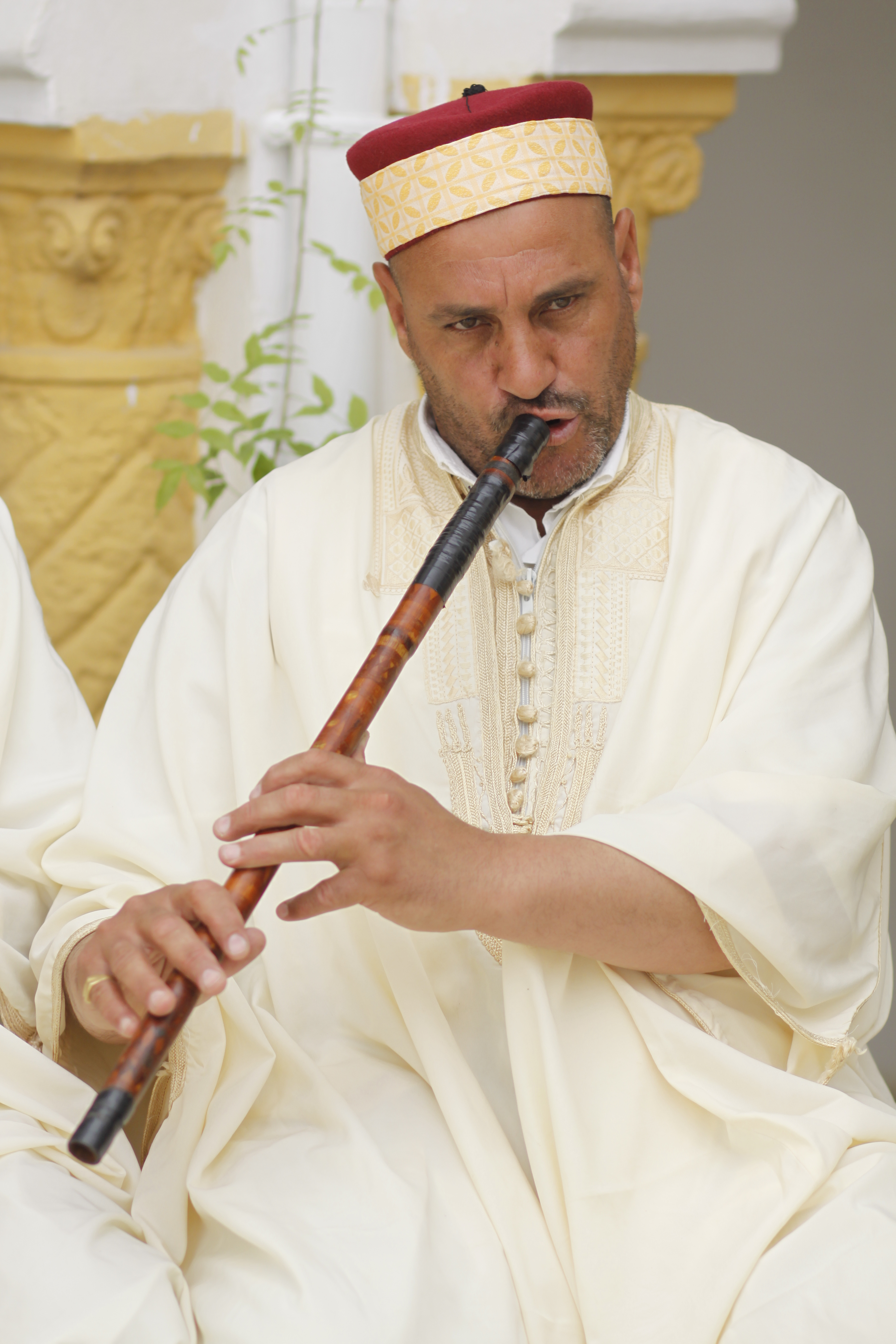
Joueur de gasba à Medéa

La gasba rifaine, aussi appelée tamja, est de taille beaucoup plus longue que celle des modèles chaouis. Chez les Rifains, la tamja (gasba pour les arabophones) est jouée de manière beaucoup plus grave que dans les autres. Ceci est notamment dû à la longueur de la flûte qui est plus longue dans le Rif que dans les Aurès par exemple. 
Dans la musique algérienne, elle accompagne encore de nos jours des musiciens de raï traditionnels, comme dans le bedoui oranais et le aiyai (bedoui saharien). Dans l’Est algérien, le caractère musical dominant dans le pays Chaoui est une formation de trois ou quatre musiciens jouant d’instruments à vent dont la gasba. La région connaît aussi un essor de l'utilisation de la gasba avec de jeunes chanteurs qui l'intègrent dans une musique électronique, créant ce que l'on appelle de plus en plus le "chaoui moderne", en opposition au style chaoui plus traditionnel.
Elle est distincte du ney du Machrek plutôt réservé à la musique arabe classique, ainsi que du « jawak » ou du « f’hel », autres sortes de flûtes utilisées dans les traditions citadines. La gasba est l'instrument de base de la musique pastorale zénète : elle y joue un rôle de soutien musical pour le chanteur.